# Роберт Гіченс (моряк)
Роберт Гіченс (англ. Robert Hichens; 16 вересня 1882 — 23 вересня 1940) — англійський моряк, служив кермовим на «Титаніку» під час його єдиного рейсу. Ніс вахту у момент зіткнення судна з айсбергом.

## Біографія
Роберт Гіченс народився 16 вересня 1882 року в Ньюліні, Англія, за 50 км від Труро. Батько — Філіпп Гіченс — займався рибним промислом, мати — Ребека Гіченс (до шлюбу Вуд). Роберт був першою дитиною в родині. Пізніше народилися молодші брати Вільям, Річард, Фредерік, Сідні, Джеймс і сестри Анджеліна, Джульєтта, Елізабет (всього 8 дітей).
У 1906 році Гіченс одружився з Флоренс Мортімор. Протягом 1906—1912 років служив кермовим на багатьох судах, зокрема, на поштових кораблях, що здійснювали рейси до Британської Індії, Швеції, Росії та Румунії. У квітні 1912 року призначений кермовим на «Титанік».

### Служба на «Титаніку»
Одним із вахтових кермових на «Титанік» Гіченс був узятий 6 квітня 1912 року, лише за 4 дні до виходу лайнера в перше й останнє плавання. Для Гіченса це був перший рейс у Північній Атлантиці. О 18:00 14 квітня він заступив на вахту біля штурвала. Йому було наказано тримати попередній курс 289°.
За 5,5 годин зі спостережного пункту на щоглі пролунали три удари дзвону, що означало перешкоду прямо по курсу. Фредерік Фліт повідомив про айсберг телефоном шостому офіцеру Джеймсу Муді, який доповів першому помічникові капітана Вільяму Мердоку. Мердок дав наказ Гіченсу взяти «ліво на борт». Кермовий наліг всією своєю вагою на рукоятку штурвального колеса і став швидко обертати його проти годинникової стрілки. Трохи пізніше, щоб корма не зачепила айсберг, Мердок скомандував «право на борт». Коли стало зрозуміло, що «Титанік» зачепив айсберг і отримав серйозні пошкодження, другий помічник Чарльз Лайтоллер наказав Гіченсу командувати шлюпкою № 6.
Шлюпка під командуванням Роберта Гіченса була спущена о 1:10 із 28 зайнятими місцями (з 65). У цій шлюпці врятувалися Фредерік Фліт, який першим помітив айсберг, та Марґарет Браун, відома тоді світська левиця. Критичне становище «Титаніка», початок евакуації, командування однієї з шлюпок дуже налякали Гіченса. Намагаючись не видавати свій страх, відразу після спуску шлюпки на воду він почав залякувати пасажирів. Гіченс говорив, що гігантський вир затягне всіх під воду, потім, що всі загинуть під градом уламків після вибуху котлів корабля. Весь цей час Гіченс сидів на румпелі і періодично гримав на жінок, змушуючи їх налягати на весла. Між Робертом Хіченсом і Марґарет Браун відбулася словесна перепалка, в ході якої Гіченс образив Браун, після чого за неї змушений був заступитися один з чоловіків.

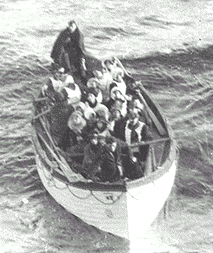
Рятувальна шлюпка № 6

Моллі Браун розповідала, що, коли судно затонуло і жодне з пророцтв Гіченса не збулося, його попросили повернутися і допомогти потопаючим. Але він знову заговорив про обережність і про те, як збожеволілі люди повиснуть на бортах шлюпки і перевернуть її. До жодної із наполегливих вимог він не прислухався, тому шлюпка продовжувала рухатися туди, де на горизонті мерехтів якийсь вогник. Гіченс знову взявся твердити про жахи, які їх очікують, про те, що їх довго ще буде носити по океану. При цьому він вказував на нібито інші айсберги в далині. Він невтомно говорив про відсутність в шлюпці питної води, хліба, компаса і карти. Згодом Гіченсу також приписували принизливі слова на адресу тих, хто залишився у воді ще живими.
Моряк разом з іншими пасажирами був врятований лайнером «Карпатія» і доставлений на пірс № 54 в Нью-Йорку 18 квітня. Там він давав свідчення на засіданні Американського слідчого комітету. Як і іншим його колегам, Гіченсу було дозволено покинути Нью-Йорк 2 травня. Після повернення до Британії він давав свідчення на засіданні Британського слідчого комітету.

### Після «Титаніка»
Під час Першої світової війни Гіченс служив у Королівському Морському запасі і трудовому корпусі. На службі він добре себе зарекомендував. У 1919 році служив третім офіцером на маленькому судні «Мегпай».
До кінця 1920-х Гіченс з сім'єю переїхав у Торкі, графство Девон (де жила його своячка Беатріс). Там він займався здачею човнів напрокат, і для розвитку подібного бізнесу в 1930 році купив у знайомого моторне судно «Queen Mary». Однак через невдалий сезон йому не вдалося повністю заплатити за нього, тому в 1931 році човен довелося повернути.
Наприкінці 1931 року від Гіченса пішла дружина, забравши із собою двох дітей. Сам Гіченс переїхав до Саутгемптона. Протягом наступного року Роберт їздив країною в пошуках роботи. Серйозні проблеми з пошуком роботи і сімейні проблеми призвели до того, що Гіченс почав зловживати алкоголем, і одного разу в стані сильного алкогольного сп'яніння він намагався застрелити Гаррі Генлі, недавнього друга, який зажадав повернути за недоплату судно «Queen Mary».
Чотири роки, протягом  1933—1937 років, він перебував під вартою. Після звільнення у 1937 році, Роберт Гітченс помер 23 вересня 1940 на борту вантажного судна «SS English Trader» неподалік узбережжя Шотландії. Протягом багатьох років вважалося, що його поховали в морі, однак пізніше було виявлено, що тіло Роберта Гіченса поховано на кладовищі Абердина.